# Clematis patens 'Sunset'
Cultivar
La clématite patens 'Sunset' est un cultivar de clématite obtenue en 1978 par Arthur Stefen aux États-Unis. C'est un des cultivars les plus multipliés dans le monde.

## Description
La clématite 'Sunset' est une clématite à fleur rouge surmontée d'un bande rosâtre, de taille moyenne, d'un diamètre d'environ 16 centimètres, qui possède entre 7 et 9 sépales. La couleur jaune des étamines de cette clématite se mêlent parfaitement avec les sépales elliptiques qui sont parfois recourbées.[pas clair]
À taille adulte, la clématite 'Sunset' peut atteindre environ 2 m.
Elle ne possède pas de parfum particulier.

### Feuilles
Les feuilles de cette clématite sont parfois simples, parfois alternes.

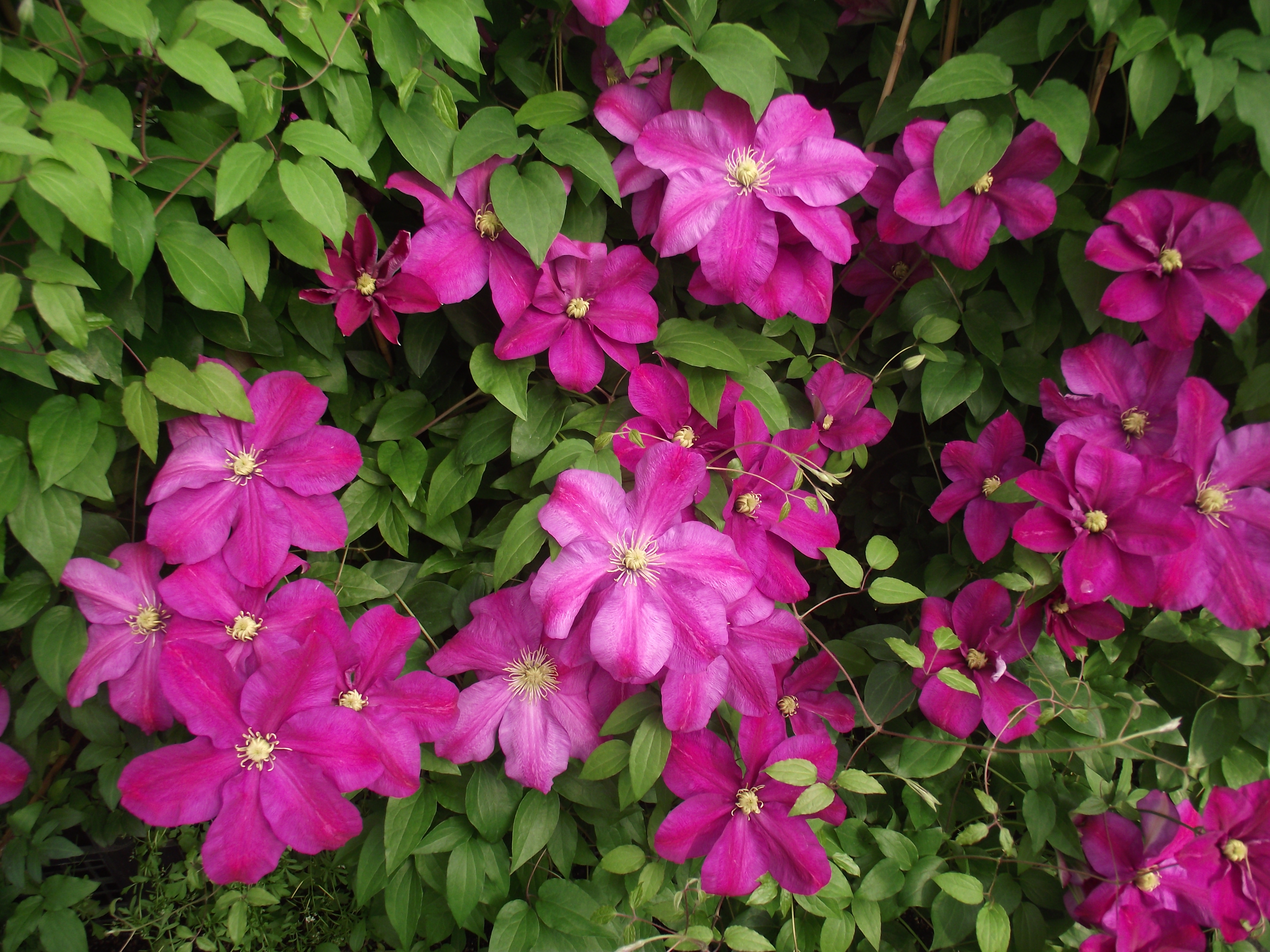
Clematis patens 'Sunset'.

## Distribution
En France la clématite 'Sunset' est un cultivar très produit donc fréquemment distribué par les pépiniéristes.

## Protection
La clématite 'Sunset' n'est protégée par aucun organisme.

## Culture
La clématite 'Sunset' est adaptée à la culture en pleine terre ou en pot.
Cette clématite du groupe 2 fleurit sur le bois de l'année précédente au printemps puis sur la pousse de l'année à l'automne. Elle résiste à des températures inférieures de 20 °C.

## Maladies et ravageurs
La clématite 'Sunset' est sensible à l'excès d'eau, ce qui pourra provoquer une pourriture du collet de la plante et ainsi la mort de la clématite.

## Récompense
En 2002, la clématite 'Sunset' a reçu le RHS Award of Garden Merit de la part de la Royal Horticultural Society en Angleterre.